# 권다현
권다현(본명: 권민서, 1983년 5월 30일 ~ )은 대한민국의 배우이다.

## 연기 활동

### 드라마
- 2007년 KBS2 월화드라마 《꽃피는 봄이 오면》 ... 미선 역
- 2009년 KBS2 대하드라마 《천추태후》
- 2009년 SBS 수목드라마 《시티홀》 ... 봉선화 역

### 영화
- 2006년 《아주 특별한 손님》 ... 이진영 역
- 2006년 《침묵의 대화》 ... 여자 역
- 2007년 《기다린다》 ... 윤희 역
- 2008년 《헤이, 톰》
- 2008년 《두근두근 시네마떼끄》
- 2008년 《연인들》 ... 다현 역
- 2009년 《황금시대》 ... 이명선 역

### M/V
- 2007년 임강성 - 널 만나러 간다

## 그 외 활동

### 방송
- MBC 《공복자들》 배우자 미쓰라 진과 동반 출연